# Pello
Pello község Finnország északi részén, Lappföldön található. A település népszerű szabadidőközpont. Az északi sarkkörön 20 kilométerrel túl fekszik. A községben 3 615 fő él 1 863 négyzetkilométernyi területen, amelyből 126,12 négyzetkilométert vízfelület alkot. A község népsűrűsége 2,08 fő/km2. A község Svédországgal határos részén folyik a Tornionjoki folyó.

## Fordítás
Ez a szócikk részben vagy egészben  a   Pello című angol Wikipédia-szócikk ezen változatának fordításán alapul.  Az eredeti cikk szerkesztőit annak laptörténete sorolja fel. Ez a jelzés csupán a megfogalmazás eredetét és a szerzői jogokat jelzi, nem szolgál a cikkben szereplő információk forrásmegjelöléseként.